# 768 (číslo)
Sedm set šedesát osm je přirozené číslo. Následuje po čísle sedm set šedesát sedm a předchází číslu sedm set šedesát devět. Římskými číslicemi se zapisuje DCCLXVIII a řeckými číslicemi ψξη.

## Matematika
768 je:
- Abundantní číslo
- Složené číslo
- Nešťastné číslo

## Astronomie
- (768) Struveana je planetka hlavního pásu, kterou objevil v roce 1913 Grigory Neujmin

## Roky
- 768
- 768 př. n. l.